# Bailliage de Baume-les-Dames
La maison du bailliage (ou ancien tribunal) était le siège du bailliage de Baume-les-Dames, à partir du XVIIIe siècle. Elle est située sur la commune française de Baume-les-Dames dans le département du Doubs, en région Bourgogne-Franche-Comté.

## Histoire
Le bailliage de Baume-les-Dames remonte au XVIe siècle ; il est signalé, en 1546, par une charte de Charles Quint. Le siège du bailliage primitif subsiste jusqu'à la deuxième moitié du XVIIIe siècle, époque à laquelle il est décidé de reconstruire le bâtiment. Cette reconstruction se fait sur les plans des architectes bisontins Philippe Bertrand et Nicolas Pillot ; la première pierre est posée en 1777. La mise en service du nouveau tribunal (aussi appelé auditoire) intervient entre 1780 et 1781,.
Le premier étage du bailliage restera le siège du tribunal local jusqu'en 1987 alors qu'en 1966, le rez-de-chaussée est transformé en salle de réception.
Le bâtiment est inscrit partiellement au titre des monuments historiques par arrêté du 18 mai 1990. Il abrite aujourd'hui une médiathèque.

## Bailliage
En 1568, le conseil de la ville composé de douze jurés et de quatre échevins, était chargé de gérer les affaires de la ville ainsi que les travaux et la garde aux fortifications. En 1647, le magistrat de la ville  reconnut le droit de "gardienneté" de l'abbaye au vicomte-mayeur-capitaine c'est-à-dire à lui-même. Le bailliage était délimité au nord par les prévôtés de Montbozon et Montjustin toutes deux dépendantes du bailliage de Vesoul, par la principauté de Montbéliard, au sud par le bailliage d'Ornans, à l'est par la Suisse et à l'ouest par le bailliage de Besançon. Le bailliage comprenait les terres et les seigneuries d'Héricourt, Blamont, Clémont et du Châtelot (39 paroisses au total).

## Localisation
Le bâtiment est situé place de la Loi, au centre du cœur historique de Baume-les-Dames.

## Architecture
La bâtiment possède un escalier en fer forgé et des geôles. 